# 大雪海のカイナ
『大雪海のカイナ』（おおゆきうみのカイナ） は、日本のテレビアニメ作品。フジテレビ「+Ultra」ほかにて、2023年1月から3月まで放送された。
2023年10月13日、劇場版『大雪海のカイナ ほしのけんじゃ』が公開された。

## 製作
作品発表前よりテレビアニメはプレスコで作られており、2022年1月20日に行われたフジテレビ「+Ultra」ラインナップ発表会で漫画連載とのメディアミックス作品として発表された。
アメリカ・サンノゼで開催されていた「Crunchyroll Expo 2022」にて、2022年8月6日に催された特別上映で作品本編の冒頭4話分が初公開となった。
本作はポリゴン・ピクチュアズの設立40周年記念作品と銘打たれており、同社の設立30周年記念作品『シドニアの騎士』の原作者・弐瓶勉が本作の原作者としても携わる。
3月22日、「フジテレビアニメラインナップ発表会2023」で劇場版『大雪海のカイナ ほしのけんじゃ』が10月から公開になることが発表された。

## あらすじ
地表を覆った大雪原から逃げるように人々は巨樹「軌道樹」の上に「天膜（てんまく）」を作って生活していた。 天膜に住む少年カイナは、軌道樹の根元から登ってきたリリハという少女を見つける。
カイナは軌道樹の上の天膜で年寄りたちと暮らしていた。リリハはアトランドの王女で「賢者」を探しにきたという。カイナはリリハと軌道樹を降り、初めて地上の雪海にたどりつく。だがリリハがアトランドと対立するバルギアにさらわれる。
カイナはリリハの弟ヤオナとバルギアに乗り込みリリハを奪還。バルギアは水不足を理由にアトランドに戦争を仕掛けていた。カイナたちはアトランドの地下にある旗が巨大な軌道樹と水への地図になっていること、バルギアの造船技術があればそこへいけると発見。リリハは旗を父王に見せて戦争を止めようとするが、バルギアは古代兵器「建設者」でアトランドを襲う。カイナは「樹皮削り」で建設者を倒し、アトランドとバルギアは停戦。カイナの案内で軌道樹への旅を目指す。

## 登場人物
カイナ
声 - 細谷佳正
主人公。天膜に住む青年。リリハとの出会いをきっかけに、下界（雪海）へ降りる。文字などの概念を知らない。
リリハ
声 - 高橋李依
小国アトランドの王女。悪戦苦闘しながらもロープクライミングを愚直にやり遂げる気丈な心を持ち、人を助けるために危ない橋を渡る果敢な性格。
ヤオナ
声 - 村瀬歩
リリハの弟。捕まった姉を助けにいくなど絆は深く、敬意を払うに値する相手に礼を尽くす律儀な性格。
アメロテ
声 - 坂本真綾
バルギアの士官。
オリノガ
声 - 小西克幸
アトランドの親衛隊長。アメロテと一騎討ちをする。
ンガポージ
声 - 杉田智和
アメロテの副官。
ハンダーギル
声 - 檜山修之
バルギアの最高指導者。「提督」と呼ばれている。兵器を起動させてアトランドに被害を与える。
ハレソラ
声 - 堀内賢雄
アトランドの王。リリハとヤオナの父親。
看板じい
声 - 千葉繁
リリハに賢者と間違えられる。

## スタッフ
- 原作 - 弐瓶勉（東亜重工）[15]
- 監督 - 安藤裕章[26]
- シリーズ構成 - 村井さだゆき[26]
- 脚本 - 村井さだゆき、山田哲弥[26]
- アニメーションキャラクターデザイン - 福士亮平、小谷杏子[26]
- ビジュアルコンセプトデザイン - 片塰満則[26]
- プロダクションデザイン - 田中直哉、勅使河原一馬[26]
- CGスーパーバイザー - 石橋拓馬、多家正樹[26]
- 3DBGマットペイントスーパーバイザー - 松本吉勝[26]
- モデリングスーパーバイザー - 瀬尾大樹、北野修平
- エンバイロメントスーパーバイザー - 新津仁志
- リギングスーパーバイザー - 河野舞
- ルックデベロップメントスーパーバイザー - 滝沢進之介
- チーフレイアウト・アニメーションスーパーバイザー - 井澤一勝[26]
- レイアウト・アニメーションスーパーバイザー - 神谷美由紀、Lim Yew Chin
- BGセットアップスーパーバイザー - 池上裕貴
- エフェクトスーパーバイザー - 須藤太一
- ライティング&コンポジットスーパーバイザー - 松島広幸、Choon Ho Tee
- 色彩設計 - 野地弘納[26]
- 美術監督 - 久保季美子[26]
- 音響監督 - 土屋雅紀[26]
- 音響効果 - 倉橋裕宗
- 編集・ポストプロダクション - 星野和成
- メインテーマ - 澤野弘之
- 音楽 - KOHTA YAMAMOTO、馬瀬みさき[26]
- 音楽制作 - フジパシフィックミュージック
- プロデューサー - 森彬俊、濵本悠光
- アニメーションプロデューサー - 髙橋亮平
- アニメーション制作 - ポリゴン・ピクチュアズ[26]
- 制作 - 大雪海のカイナ製作委員会（フジテレビジョン、クランチロール、ソニー・ピクチャーズ エンタテインメント、電通、bilibili、NetEase Games、ポリゴン・ピクチュアズ、ビーエスフジ）

## 主題歌
「テレパス」
ヨルシカによるオープニングテーマ。作詞・作曲・編曲はn-buna。
「ジュブナイル」
GReeeeNによるエンディングテーマ。作詞・作曲はGReeeeN、編曲はJIN。

## 各話リスト
| 話数   | サブタイトル   | 絵コンテ        | 演出     | 初放送日       |
| ------ | -------------- | --------------- | -------- | -------------- |
| 第1話  | 天膜の少年     | 安藤裕章        | 米林拓   | 2023年 1月12日 |
| 第2話  | 雪海の王女     | 島津裕行        | 安藤裕章 | 1月19日        |
| 第3話  | 軌道樹の旅     | 米林拓          | 米林拓   | 1月26日        |
| 第4話  | 鎧の戦姫       | 島津裕行        | 永園玲仁 | 2月2日         |
| 第5話  | 救出作戦       | 米林拓          | 安藤裕章 | 2月9日         |
| 第6話  | 籠の中のリリハ | 島津裕行        | 永園玲仁 | 2月16日        |
| 第7話  | 要塞の国       | 米林拓          | 安藤裕章 | 2月23日        |
| 第8話  | 漂流           | 井出安軌        | 安藤裕章 | 3月2日         |
| 第9話  | 古王宮の旗標   | 島津裕行        | 永園玲仁 | 3月9日         |
| 第10話 | 建設者         | 島津裕行        | 安藤裕章 | 3月16日        |
| 第11話 | 希望の目盛り   | 米林拓 安藤裕章 | 永園玲仁 | 3月23日        |

## 放送局
| 放送期間                | 放送時間                     | 放送局         | 対象地域   | 備考                                   |
| ----------------------- | ---------------------------- | -------------- | ---------- | -------------------------------------- |
| 2023年1月12日 - 3月23日 | 木曜 0:55 - 1:25（水曜深夜） | フジテレビ     | 関東広域圏 | 製作参加 / 『+Ultra』枠                |
|                         | 木曜 1:55 - 2:25（水曜深夜） | テレビ西日本   | 福岡県     |                                        |
| 2023年1月13日 - 3月24日 | 金曜 2:25 - 2:55（木曜深夜） | 関西テレビ     | 近畿広域圏 |                                        |
| 2023年1月15日 - 3月26日 | 日曜 1:45 - 2:15（土曜深夜） | 東海テレビ     | 中京広域圏 |                                        |
|                         | 日曜 23:00 - 23:30           | AT-X           | 日本全域   | CS放送 / 字幕放送 / リピート放送あり   |
| 2023年1月16日 - 3月27日 | 月曜 1:10 - 1:40（日曜深夜） | 北海道文化放送 | 北海道     |                                        |
| 2023年1月19日 - 3月30日 | 木曜 0:00 - 0:30（水曜深夜） | BSフジ         | 日本全域   | 製作参加 / BS放送 / 『アニメギルド』枠 |
| 2023年7月2日 - 9月10日  | 日曜 23:30 - 月曜 0:00       | TOKYO MX       | 東京都     | 東京都内では実質再放送                 |
|                         |                              | BS日テレ       | 日本全域   | BS放送 / 『アニメにむちゅ〜』枠        |

インターネットではAmazon Prime Videoにて毎週木曜12時に独占配信。

## BD
| 巻  | 発売日        | 収録話         | 規格品番 |
| --- | ------------- | -------------- | -------- |
| BOX | 2023年4月26日 | 第1話 - 第11話 |          |

## 劇場版
『大雪海のカイナ ほしのけんじゃ』のタイトルで、2023年10月13日に公開された。

### スタッフ
出典→
- 原作 - 弐瓶勉（東亜重工）
- 監督 - 安藤裕章
- シリーズ構成 - 村井さだゆき
- 脚本 - 村井さだゆき・山田哲弥
- アニメーションキャラクターデザイン - 福士亮平・小谷杏子
- ビジュアルコンセプトデザイン - 片塰満則
- プロダクションデザイン - 田中直哉・勅使河原一馬
- CGスーパーバイザー - 石橋拓馬
- 美術監督 - 久保季美子
- 3DBGマットペイントスーパーバイザー - 松本吉勝
- 色彩設計 - 野地弘納
- チーフレイアウト・アニメーションスーパーバイザー - 井澤一勝
- 音響監督 - 土屋雅紀
- 音楽 - 馬瀬みさき・KOHTA YAMAMOTO
- アニメーション制作 - ポリゴン・ピクチュアズ
- 配給 - ソニー・ピクチャーズ エンタテインメント

### 楽曲
主題歌
- ヨルシカ「月光浴」[30]

メインテーマ
- 澤野弘之[30]

## 漫画
アニメ放送に先行して、『月刊少年シリウス』（講談社）にて、2022年4月号より武本糸会作画の漫画連載が開始し、2024年8月号にて完結。
- 弐瓶勉（東亜重工）（原作）・武本糸会（漫画）『大雪海のカイナ』講談社〈シリウスKC〉、全4巻
  1. 2022年12月8日発売[31]、ISBN 978-4-06-530020-6
  2. 2023年2月9日発売[32]、ISBN 978-4-06-530763-2
  3. 2023年10月6日発売[33]、ISBN 978-4-06-533498-0
  4. 2024年10月8日発売[34]、ISBN 978-4-06-537064-3